# アナコスティア (小惑星)
アナコスティア (980 Anacostia) は小惑星帯に位置するL型小惑星である。ワシントンD.C.のアメリカ海軍天文台でジョージ・ヘンリー・ピーターズによって発見された。
ワシントンD.C.のアナコスティア川にちなんで命名された。